# Aleja Obrońców Tobruku w Olsztynie

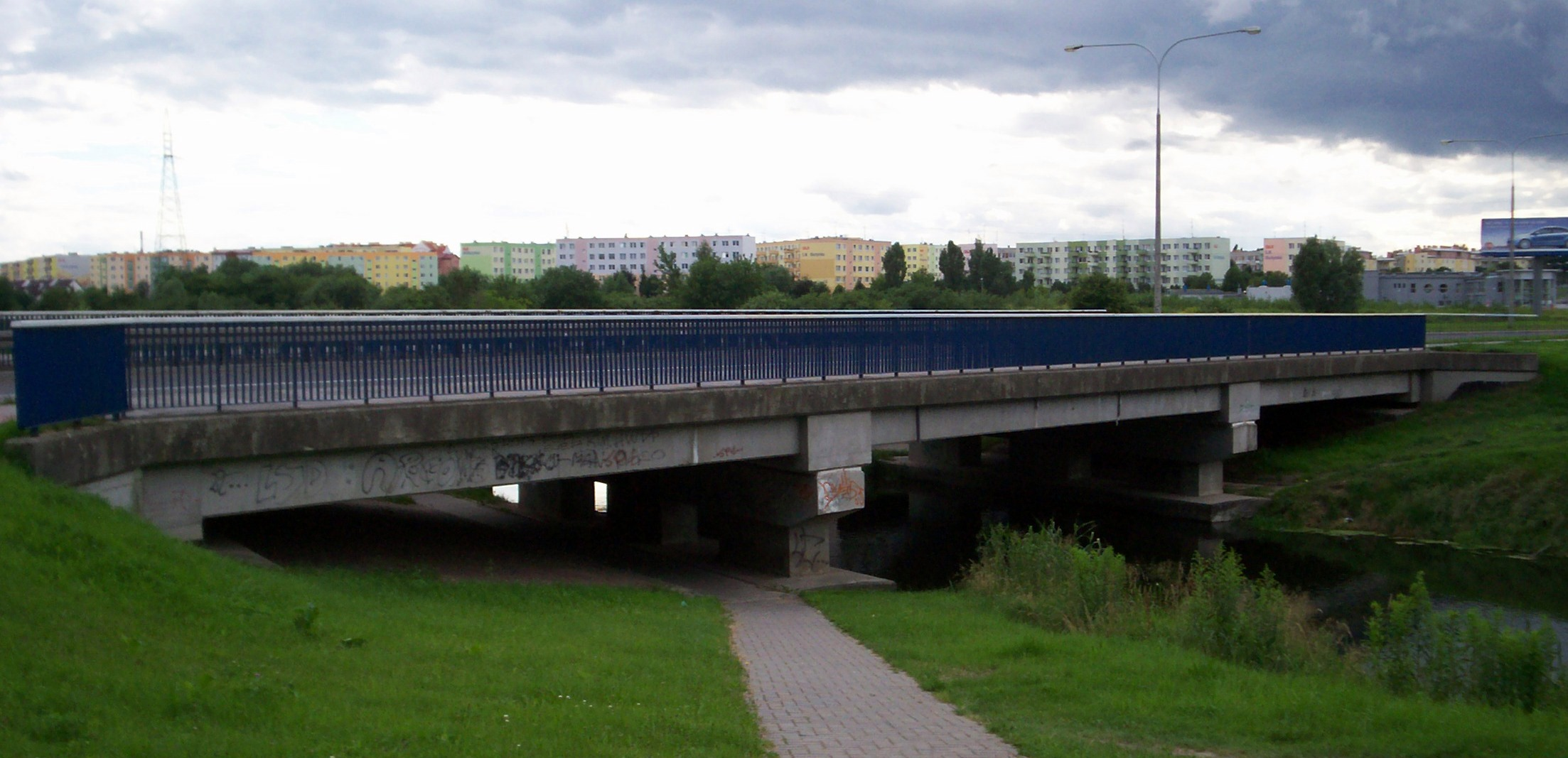
Most północny przy al. Obrońców Tobruku

Aleja Obrońców Tobruku – jedna z głównych arterii komunikacyjnych Olsztyna, wchodząca w skład drogi krajowej nr 16 i drogi krajowej nr 51. Rozciąga się od skrzyżowania z al. Sikorskiego do skrzyżowania z al. Warszawską i ul. Armii Krajowej.
Swą nazwę aleja zawdzięcza obrońcom twierdzy „Tobruk”.

## Historia alei
Aleja została wybudowana w latach 90. XX wieku m.in. w celu odciążenia placu Franklina Roosevelta i alei Niepodległości, przez które prowadził wówczas ruch tranzytowy z Olsztynka, Warszawy i Gdańska w kierunku Ogrodnik, Bezled i Królewca. Aleja jest częścią pierścienia okalającego Śródmieście Olsztyna – rodzaj wewnętrznej obwodnicy miejskiej.

## Dane drogi
Aleja jest drogą dwujezdniową, posiadającą po dwa pasy ruchu w każdym kierunku. Wzdłuż alei znajdują się następujące sygnalizacje świetlne:
- Skrzyżowanie z aleją Sikorskiego
- Skrzyżowanie z ulicą Iwaszkiewicza
- Skrzyżowanie z aleją Warszawską i ulicą Armii Krajowej

W pobliżu skrzyżowania z ulicą Gałczyńskiego umieszczony jest fotoradar, rejestrujący łamiących przepisy kierowców.

## Obiekty i pomniki
Przy alei Obrońców Tobruku znajdują się głównie zakłady przemysłowe. Nieopodal skrzyżowania z aleją Warszawską i ulicą Armii Krajowej ulokowany jest pomnik ku czci bohaterów poległych podczas bitwy o Tobruk.

## Komunikacja
Aleją Obrońców Tobruku przebiega trasa linii autobusowej nr 128.